# Konstantinápoly ostroma (717–718)
Konstantinápoly második arab ostroma (717–718) az arabok egyesített szárazföldi és vízi támadása volt, hogy bevegyék a Bizánci Birodalom fővárosát, Konstantinápolyt. A Maszlama ibn Abd al-Malik vezette arab szárazföldi csapatok Konstantinápoly bevehetetlennek tűnő falainak, valamint a bolgár támadásoknak köszönhetően vereséget szenvedtek. Tengeri hadaikat görögtűzzel süllyesztették el, a megmaradt hajókkal pedig a hazafelé vezető úton vihar végzett. Gyakran a poitiers-i csatához hasonlítják, mivel Kelet-Európában majdnem 700 évig ez az ütközet akadályozta meg a muzulmánok terjeszkedését.

## Kezdetek
Az Konstantinápoly első arab ostromát (674–678) követően az arabok másodszor is megpróbáltak vereséget mérni a városra. Maszlama, Szulejmán kalifa testvére egy 80 000 fős sereg élén Anatólia felől átkelt a Boszporuszon, hogy Konstantinápolyt a szárazföld felől vegye ostrom alá, míg a tenger felől Szulajmán flottaparancsnok vezetésével erős arab gályacsoport érkezett a városhoz. A gályaflotta nagyjából 1800 hajóból állt, mely a várostól délre a Márvány-tengerre mentek be. III. León bizánci császár Konstantinápoly híres falait saját előnyére tudta felhasználni, s ezeket az arab seregek nem tudták áttörni. Ezalatt az arab gályák nem tudtak felúszni a Boszporuszon, mivel a bizánci haditengerészet folyamatosan támadta és zaklatta a csoportot. A bizánciak nagy hatékonysággal alkalmazták ezen a területen a görögtüzet.

## Tél és tavasz
Norwich leírása szerint a 717–718-as tél „a legkegyetlenebb volt emberemlékezet óta”. Konstantinápoly ellátása a Fekete-tengeren keresztül biztosítva volt, így a szárazföldi arab támadókkal ellentétben ők nem szenvedtek nagy nélkülözésben. Az arabokat betegségek és éhség sújtotta, mely amiatt alakult ki, hogy nem voltak képesek megfelelő ellátmányt biztosítani. Emiatt arra kényszerültek, hogy saját tevéiket, lovaikat, majmaikat egyék meg. Egyes görög források szerint kis köveket és meghalt társaik holttesteit is fogyasztották. A föld befagyott, s az arabok arra kényszerültek, hogy több száz halottukat a Márvány-tengerbe dobják, többek között az arab haditengerészet parancsnokát, Szulajmán admirálist. Egy 400 hajóból álló egyiptomi flotta és egy 360 hajóból álló afrikai flotta érkezett tavasszal, fedélzetén újabb erősítéssel. Mindennek ellenére a város véderejében nem sikerült hatékony lyukat ütni. Az arab flotta kötelékében szolgálatot teljesítő tengerészek közül jó néhány rabszolgának befogott vagy a saría rendelkezései szerint élő keresztény nagy tömegben dezertált.

## Egy kalifa halála
Szulejmán kalifa 717-ben a bizánciakkal a határon vívott csatában meghalt. A legvalószínűbb az az ok, mely szerint vagy felmentő csapatot próbált meg a helyszínre vezényelni, vagy pedig eltérítő taktikát alkalmazott. Helyét a trónon II. Omár vette át, aki tovább folytatta az ostromot. Kétségtelen tény, hogy a kalifa halála és az utána kialakult utódlási kérdések késleltették tavaszig az újabb csapatok küldését. Szíriai Mihály véleménye szerint Maszlama hazudott nekik: azt mondta, a királytól az erősítés hamarosan meg fog érkezni. Azonban nagyon valószínű, hogy Maszlama legjobb tudása szerint az igazat mondta, s nem hallott arról, hogy testvére, Szulejmán kalifa meghalt, miközben ilyen csapatokkal érkezett a bizánci határra.

## Bolgár segítség
A bolgárok 717 végén siettek az ostromlott város segítségére. A bizánciak és a bolgárok Tervel kezdeményezésére ezt egy évvel megelőzően hoztak létre szoros kötelékeket, Norwich szerint „A bolgárok nem voltak oda a bizánciakért, de belátták, hogy ha Konstantinápoly elesik, ez sokkal inkább arab, semmint bolgár kézre kerül.” Az arabok meglepődtek a váratlan méretű ellenség által a táborra mért csapás miatt. Ezt hatalmas vérfürdő követte. Ezen felbuzdulva a bizánciak kinyitották a kapukat, és megpróbálták áttörni az ostromgyűrűt, de az arab csapatok megállították őket, és a várható ellentámadástól tartva vissza kellett húzódniuk a falak mögé. Ez a jelenet az ostrom alatt számos alkalommal megismétlődött, s mindkét résztvevő szemszögéből mindannyiszor sikertelennek bizonyult. A bolgárok szakadatlan, hátulról érkező támadásainak kivédésére az araboknak ott is védősáncot kellett kiépíteniük. Ennek következtében azonban az arabok két erőd között egy szűk sávba kerültek, s mind a bolgárok, mind a bizánciak őket támadták. A szokatlanul zord tél, az ostromló seregek erőinek felőrlődése, a betegségek és az éhség okozta kimerültség és a város ostromában elért sikerek hiánya miatt az arabok júliusban úgy döntöttek, hogy visszatérnek hajóikra. Az úton azonban a bolgár haderők pusztították el őket. A korabeli krónikák beszámolói szerint legalább 12 000–15 000 arab halt meg a bolgárok támadásaiban.

## Az arabok visszavonulása
A bolgárok támadásai, valamint a sikerek hiánya miatt az araboknak augusztusban fel kellett hagyniuk a Konstantinápoly bevételével kapcsolatos terveikkel. Az arab csapatok egy részét megpróbálták Anatólián keresztül visszavonultatni, míg a többség a még megmaradt arab hajókon próbált meg elmenekülni. A hazaúton egy rettenetes vihar öt gálya kivételével elsüllyesztette a teljes arab hajóflottát.

## Fordítás
- Ez a szócikk részben vagy egészben  a   Siege of Constantinople (717–718) című angol Wikipédia-szócikk ezen változatának fordításán alapul.  Az eredeti cikk szerkesztőit annak laptörténete sorolja fel. Ez a jelzés csupán a megfogalmazás eredetét és a szerzői jogokat jelzi, nem szolgál a cikkben szereplő információk forrásmegjelöléseként.